# Danilia insperata
Danilia insperata is een slakkensoort uit de familie van de Chilodontaidae. De wetenschappelijke naam van de soort is voor het eerst geldig gepubliceerd in 1974 door Beu & Climo.